# Mark Maddox
Mark Anthony Maddox (nacido el 23 de marzo de 1968, en Milwaukee, Wisconsin) es un antiguo linebacker de fútbol americano durante diez temporadas en la National Football League para los Buffalo Bills y los Arizona Cardinals. Jugó al fútbol americano universitario en la Northern Michigan University. 
Asistió al James Madison High School y después a la Northern Michigan University. 
- Datos: Q6768698